# Nerenstetten
Nerenstetten è un comune tedesco di 366 abitanti, situato nel land del Baden-Württemberg.